# Claudio Brook
Claudio Brook (eigentlich Claudio Brook Marnat; * 28. August 1927 in Mexiko-Stadt; † 18. Oktober 1995 ebenda) war ein mexikanischer Schauspieler.

## Leben
Brook war in jungen Jahren bei der britischen Botschaft in Mexiko angestellt und spielte Erstligafußball für Club de Fútbol Atlante. Dann kam er über Synchronarbeiten zum Schauspiel. Neben zahlreichen Unterhaltungsfilmen drehte er auch mit Luis Buñuel; er lebte für einige Zeit in Frankreich, wo er vor allem durch seine Rolle als „Peter Cunningham“ im Film Die große Sause (La grande vadrouille) von Gérard Oury (1966) bekannt wurde. Weitere Komödien mit Louis de Funès, Jean Gabin und Mireille Darc entstanden. In den 1980er Jahren entwickelte er sich zum Star einiger Fernseh-Soaps und war als Sprecher für Werbetrailer gefragt. Auch im Theater war Brook zu sehen. Mitte der 1990er Jahre verschlechterte sich sein Gesundheitszustand, sodass er nicht mehr arbeitsfähig war. Er starb 1995 in einem mexikanischen Spital an Magenkrebs.

## Filmografie (Auswahl)
- 1956: Daniel Boone (Daniel Boone, Trail Blazer)
- 1960: Das junge Mädchen (The Young One)
- 1962: Das letzte Kommando (Geronimo)
- 1962: Der Würgeengel (El ángel exterminador)
- 1965: Die glorreichen Reiter (The Glory Guys)
- 1965: Simon in der Wüste (Simón del desierto)
- 1965: Viva Maria!
- 1966: Drei Bruchpiloten in Paris (La grande vadrouille)
- 1966: Rififi in Paris (Du rififi à Paname)
- 1967: Die Blonde von Peking (La blonde de Pékin)
- 1967: Bradock – drei Unzen Blei zum Fünf-Uhr-Tee (Troppo per vivere… poco per morire)
- 1967: Der Teufelsgarten (Coplan sauve sa peau)
- 1969: Frau Wirtin hat auch eine Nichte
- 1969: Die Milchstraße (1969) (La voie lactée)
- 1969: Kalte Augen (La femme écarlatte)
- 1971: Jesús, nuestro Señor
- 1976: Der Mann, den sie Pferd nannten – 2. Teil (The Return of a Man Called Horse)
- 1977: Alucarda – Tochter der Finsternis (Alucarda, la hija de las tinieblas)
- 1978: The Bees – Operation Todesstachel (The Bees)
- 1979: Adlerflügel (Eagle's Wing)
- 1986: Frida Kahlo – Es lebe das Leben (Frida, naturaleza viva)
- 1986: La vida de nuestro señor Jesucristo
- 1989: James Bond 007 – Lizenz zum Töten (Licence to Kill)
- 1992: Cronos (La invención de Cronos)
- 1992: Miroslava